# 上阿爾普湖
46°39′38″N 8°39′51″E / 46.66056°N 8.66417°E

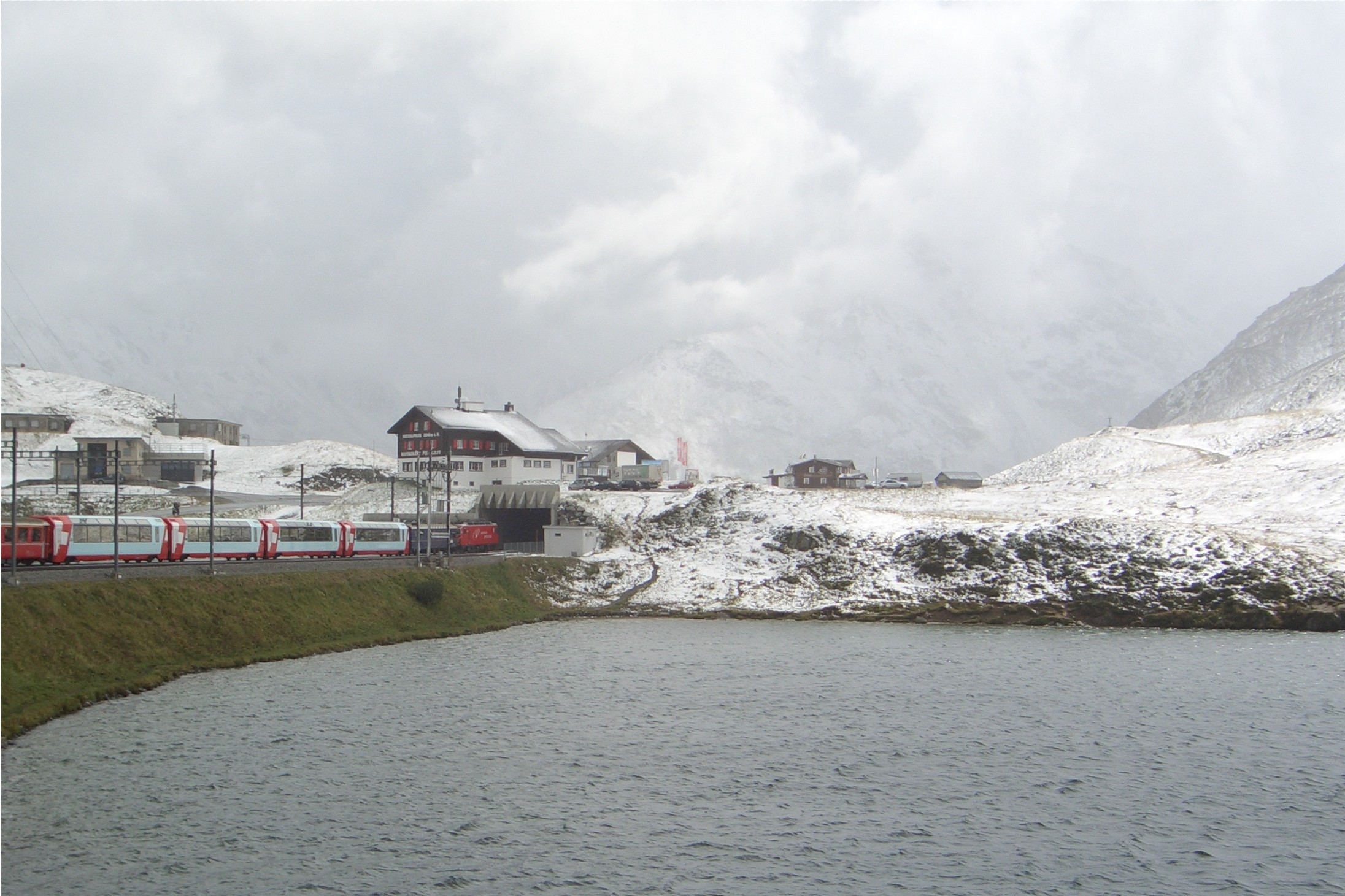

上阿爾普湖（Oberalpsee），是瑞士的湖泊，位於該國中部，由烏里州負責管轄，處於伯爾尼以東100公里，長0.8公里、寬0.3公里，面積0.02平方公里，海拔高度2,026米。